# Hague (Saskatchewan)
Hague es un pueblo canadiense situado en la provincia de Saskatchewan.

## Superficie
Hague tiene una superficie de 1,27 km².

## Demografía
En 2021, tenía 889 habitantes, una densidad poblacional de 702,3 hab./km², y 355 viviendas.